# Pierre II de Villiers
Pour les articles homonymes, voir Pierre de Villiers et Villiers.
Pierre II de Villiers est né en 1365, très certainement au château de L'Isle-Adam, et mort en 1399. Il est seigneur de L'Isle-Adam, à la mort de son père, et devient le chambellan du roi Charles VI. 

## Sa famille
Pierre II de Villiers est le fils de Pierre de Villiers I (1320-1386). Celui-ci, marié en secondes noces à Marguerite de Vendôme-Segré (1345-1382 ; mère de notre Pierre II), vit en son château de L'Isle-Adam, y fait son testament en 1383 et y reçoit en 1386 le roi de France. Il meurt quelques mois plus tard, le 1er juillet 1386. À sa mort, le domaine de L'Isle-Adam échoit à son fils Pierre II de Villiers de l'Isle-Adam, futur chambellan du roi Charles VI.

## Biographie

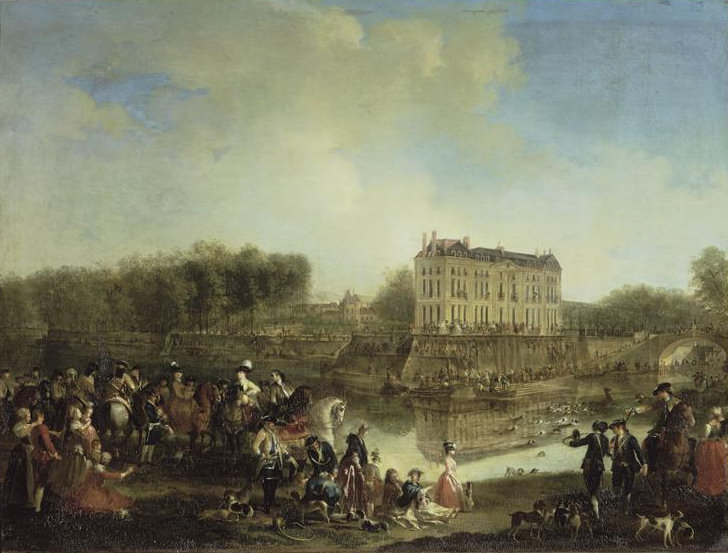
Le château de L'Isle-Adam au XVIIIe siècle ne ressemble certainement plus guère au château médiéval des Villiers.

Pierre II de Villiers  est déjà chambellan du roi Charles VI de France, lorsque, du vivant de son père, il épouse par contrat, le 21 mai 1383, Jeanne de Châtillon, fille de Charles et de Jeanne de Coucy.
En tant que chambellan du roi, il négocie avec les Parisiens au nom du duc d'Anjou.
En 1390, un procès l’oppose à son demi frère aussi appelé Pierre, archidiacre de Sologne, au sujet de la succession de leur père. Le 20 août 1390, Pierre II est condamné à lui payer six cents livres en fonds de terre, en faveur et augmentation de dot. Mais, le 9 avril suivant, la Cour lui adjuge les seigneuries de L'Isle-Adam et Valmondois et oblige l'archidiacre à tenir et conserver l'accord fait entre eux.
Le 7 septembre 1396, un arrêt reconnaît au seigneur de L'Isle-Adam, le droit de garenne sur toutes les terres non cultivables de sa seigneurie, droit que lui contestaient plusieurs propriétaires de ces terrains.
Pierre II de Villiers meurt très jeune, en 1399. Son épouse, Jeanne de Châtillon, châtelaine de L'Isle-Adam, reçoit au château en 1402, après la mort de son époux et durant la minorité de Jean de Villiers de L'Isle-Adam, Philippe le Hardi, duc de Bourgogne. Le fils n'accède pas à la seigneurie au décès de sa mère, car celle-ci est encore vivante en 1457. En 1411, une transaction entre elle et ses deux fils, leur permet d'hériter en grande partie des biens de leur père et d'en avoir la jouissance.

## Descendance
Pierre II de Villiers se marie avec Jeanne de Châtillon (1370-1457), fille de Charles de Châtillon-Gandelu et de Jeanne de Coucy, le 21 mai 1383. 
Ils sont les parents de : 
- Jeanne de Villiers de L'Isle-Adam, mariée à Lyonnel de Bournonville, capitaine pour le duc de Bourgogne, seigneur de la terre et du château de La Bretèche, mère de :
  - Mahaut de Bournonville (1400-1462)
  - Valeran de Bournonville, gouverneur de la forteresse de Beaumont-en-Argonne, auteur des Bournonville, en Champagne.
- Jean de Villiers de L'Isle-Adam (1384-1437), maréchal de France, chevalier de l'ordre de la Toison d'or,  gouverneur de Hollande, capitaine de Pontoise et de Paris, tué en protégeant le duc Philippe le Bon, lors d'une émeute à Bruges, seigneur de L'Isle-Adam, de Domont et d'Yvor, marié avec Jeanne de Vallengoujart et père de : 
  - Jacques de Villiers de L'Isle-Adam, seigneur de L'Isle-Adam, chambellan du roi, père de: 
    - Philippe de Villiers de L'Isle-Adam, grand maître de l'ordre de Saint-Jean de Jérusalem en 1521.
- Robert de Villiers, seigneur  de Valmondois et de Boucherville. Le 25 juin 1441, il épouse Jeanne de Saulaye (fille de Jean de Saulaye, chevalier, seigneur de Lauberdière), dame et héritière de Lauberdière (en Anjou) dont Robert de Villiers devient le seigneur. Robert de Villiers est l'auteur de la branche de Villiers-Lauberdière, d'où est sortie par ailleurs la tige des Villiers-Graffinière. Catherine de Villiers Lauberdière (Bocé, Anjou) est la mère de Claude et Isaac de Razilly, pionniers des Côtes d'Acadie 1632-1642. Leur frère Gabriel est baptisé en 1579 à Cuon en Anjou (La Graffinière).La première s'est éteinte à la fin du XVIIe siècle dans la famille du Pont-Aubevoye qui reprit le nom de Lauberdière, la deuxième s'est éteinte dans la famille de Perriers. Le Général comte du Pont d'Aubevoye de Lauberdière descend de Robert de Villiers. La famille de Villiers de Lauberdière portait pour armoiries D'argent à la bande de gueules accompagnée en chef d'une rose du même[5].

### Source
- Anselme-VII/12